# Paidia murina
Paidia murina là một loài bướm đêm thuộc phân họ Arctiinae, họ Erebidae.